# Josef Mánes

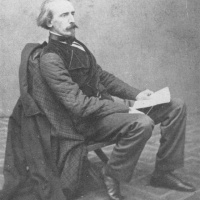
Josef Mánes, 1860.

Josef Mánes (12 de mayo de 1820 - 9 de diciembre de 1871, Praga) fue un pintor checo.
Aprendió pintura de su padre, Antonín Mánes (1784 - 1843), quien fuera un pintor de paisajes. 
Pintó paisajes, retratos y pinturas históricas y diseñó el primer uniforme del movimiento gimnástico nacionalista checo conocido como Sokol en 1862. Su obra más conocida son las imágenes del Calendario de Reloj Astronómico de Praga. En 1887 se fundó en su honor la Unión de Bellas Artes Manes (S.U.V.)
|  |  |  |